# Shaşt Pīch-e Soflá
Shaşt Pīch-e Soflá (persiska: شصت پیچ سفلی) är en ort i Iran.   Den ligger i provinsen Kerman, i den sydöstra delen av landet, 900 km sydost om huvudstaden Teheran. Shaşt Pīch-e Soflá ligger 2 151 meter över havet och antalet invånare är 169.
Terrängen runt Shaşt Pīch-e Soflá är huvudsakligen kuperad, men åt sydväst är den platt.Runt Shaşt Pīch-e Soflá är det glesbefolkat, med 12 invånare per kvadratkilometer. Närmaste större samhälle är Rābor, 15,2 km norr om Shaşt Pīch-e Soflá. Omgivningarna runt Shaşt Pīch-e Soflá är i huvudsak ett öppet busklandskap.